# Ferdinand Kardoš
Ferdinand Kardoš (Rybárpole, 24 luglio 1905 – 23 dicembre 1984) è stato un calciatore cecoslovacco, di ruolo portiere.

## Carriera

### Nazionale
Il 14 giugno 1931 debutta in Nazionale contro la Polonia a Varsavia (0-4).